# 100.000.000 $ pour Steve Warson
 (février 2017).
Si vous disposez d'ouvrages ou d'articles de référence ou si vous connaissez des sites web de qualité traitant du thème abordé ici, merci de compléter l'article en donnant les références utiles à sa vérifiabilité et en les liant à la section « Notes et références ».
100.000.000$ pour Steve Warson est le soixante-sixième tome de la série Michel Vaillant. Suite de l'album L'épreuve, il a pour thème principal la lutte entre Michel Vaillant et Steve Warson pour le titre de meilleur pilote du monde lors des trois dernières courses de l'Ultima speedfight.

## Synopsis
Grâce à sa victoire à Monaco, Michel a pris la tête du classement général de l’Ultima Speedfight. Alors qu'arrive la sixième manche de la compétition, une course d'endurance nocturne d'une durée de six heures, sans relais, disputée sur le tracé exigeant de Road Atlanta, la situation de Steve est de plus en plus désespérée. L'homme de la pègre texane à qui il doit de l'argent l'a menacé de mort s'il ne gagne pas l’Ultima Speedfight, et ses employés, toujours impayés, manifestent publiquement leur colère. Lors de la course d'Atlanta, l'Américain n'hésite pas à sortir Michel de la piste. Cette manœuvre lui permet de revenir sur le Français au classement général de l’Ultima Speedfight alors qu'il ne reste plus que deux courses à disputer...

## Personnages réels présents
- Jacques Villeneuve
- Giancarlo Fisichella
- Carlos Sainz
- Marc Duez
- Yojiro Terada
- Pedro Lamy
- Helio Castroneves
- Jean-Denis Delétraz
- Carroll Shelby